# Limoneta
Genre
Limoneta est un genre d'araignées aranéomorphes de la famille des Linyphiidae.

## Distribution
Les espèces de ce genre se rencontrent au Cameroun, au Kenya et en Afrique du Sud.

## Liste des espèces
Selon World Spider Catalog (version 16.5, 21/10/2015) :
- Limoneta graminicola Bosmans & Jocqué, 1983
- Limoneta sirimoni (Bosmans, 1979)

## Publication originale
- Bosmans & Jocqué, 1983 : Scientific report of the Belgian Mount Cameroon Expedition 1981. No. 9. Family Linyphiidae (Araneae). Revue de Zoologie africaine, vol. 97, no 3, p. 581-617.